# Narayana
Narayana uppges i indisk mytologi vara upphovsman till Purushahymnen i Rigveda, vari han framställs som identisk med världsksjälen och världssjälen och världsskaparen. Denna uppfattning beror möjligen på en tolkning av namnet Narayana som "den från Nara (= man, använt som binamn till Purusha) härstammande". Narayanas ursprungliga betydelse är dock okänd. Senare kom narayana att beteckna "högt väsende" i allmänhet som Brahma, Vishnu, Shiva, Krishna med flera.